# Liste der Stolpersteine in Prag-Podolí

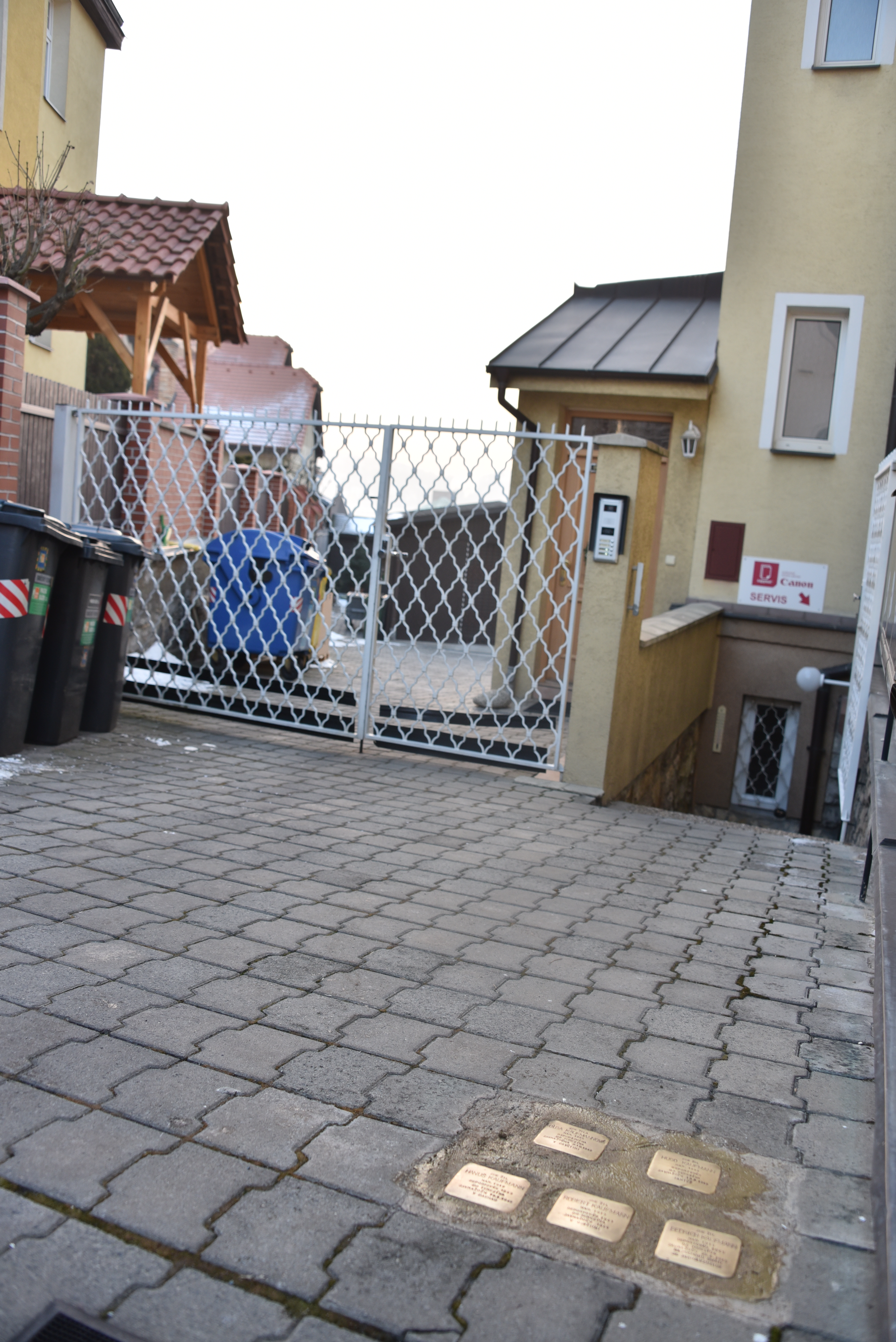
Stolpersteine für die Familie Kaufmann in Prag-Podolí

Die Liste der Stolpersteine in Prag-Podolí enthält die Stolpersteine, die im Prager Stadtviertel Podolí verlegt wurden. Der traditionelle Bezirk zählt seit 2002 zu Prag 4. Stolpersteine erinnern an das Schicksal der Menschen, welche von den Nationalsozialisten in Tschechien ermordet, deportiert, vertrieben oder in den Suizid getrieben wurden. Sie liegen im Regelfall vor dem letzten selbstgewählten Wohnort des Opfers und wurden von Gunter Demnig initiiert.
Das tschechische Stolpersteinprojekt Stolpersteine.cz wurde 2008 durch die Česká unie židovské mládeže (Tschechische Union jüdischer Jugend) ins Leben gerufen und stand unter der Schirmherrschaft des Prager Bürgermeisters. Die Stolpersteine werden auf Tschechisch stolpersteine genannt, alternativ auch kameny zmizelých (Steine der Verschwundenen).
Die Tabellen sind teilweise sortierbar; die Grundsortierung erfolgt alphabetisch nach dem Familiennamen.

## Podolí
| Bild | Inschrift | Standort                        | Name, Leben |
| ---- | --- | ------------------------------- | --- |
|      | HIER LEBTE BEDRICH KAUFMANN GEB. 1911 DEPORTIERT 1941 NACH THERESIENSTADT ERMORDET 25.4.1945 AUF EINEM TODESMARSCH IN SCHWARZHEIDE | Lopatecká 161/17 Praha 4-Podolí | Bedřich Kaufmann (dt. Friedrich) wurde am 25. November 1911 in Prag geboren. Er war der älteste der drei Söhne von Hugo und Olga Kaufmann und arbeitete als Kaufmann. Am 4. Dezember 1941 wurde er mit dem Transport J von Prag ins Ghetto Theresienstadt deportiert. Seine Transportnummer war 194 von 1.000. Am 18. Dezember 1943 wurde er mit Transport Ds ins Konzentrationslager Auschwitz-Birkenau deportiert. Seine Transportnummer war 474 von 2.503. 1944 wurde er in das KZ Schwarzheide überstellt. Bei einem der Todesmärsche bei dessen Auflösung wurde er am 23. April 1945 im Khaatal bei Schwarzheide ermordet. |
|      | HIER LEBTE HANUŠ KAUFMANN GEB. 1917 DEPORTIERT 1943 NACH THERESIENSTADT ERMORDET 19.1.1945 IN DACHAU                               | Lopatecká 161/17 Praha 4-Podolí | Hanuš Kaufmann bzw. Yohan Hanuš (dt. Hans) wurde am 20. April 1917 in Prag geboren. Seine Eltern waren Hugo und Olga Kaufmann. Er war der Jüngste der drei Söhne von Hugo und Olga Kaufmann. Er war ein Angestellter und ledig. Sein letzter Wohnsitz vor der Deportation war in Prag II, Soukenická 14. Am 13. Juli 1943 wurde er mit dem Transport Di von Prag ins Ghetto Theresienstadt deportiert. Seine Transportnummer war 292 von 839. Am 1. Oktober 1944 wurde er in das KZ Auschwitz-Birkenau deportiert. Seine Nummer auf diesem Transport war 521 von 1.501. Er wurde am 19. Januar 1945 im KZ Dachau ermordet. |
|      | HIER LEBTE HUGO KAUFMANN GEB. 1883 DEPORTIERT NACH THERESIENSTADT ERMORDET 17.7.1942 EBENDORT                                      | Lopatecká 161/17 Praha 4-Podolí | Hugo Kaufmann wurde am 3. Juni bzw. 4. Juni 1883 in Radkov u Telče/Okres Jihlava geboren. Seine Eltern waren Adolf und Regina Kaufmann. Er war Unternehmer und mit Olga geb. Ehrmann verheiratet. Das Paar hatte drei Söhne, Bedřich (geb. 1911), Robert (geb. 1913) und Hanuš (geb. 1917). Er wurde in das Konzentrationslager Theresienstadt deportiert und dort am 17. Juli 1942 ermordet. Seine Frau und alle drei Söhne wurden ebenfalls im Laufe der Shoah ermordet. Seine Schwester Olga Bodo überlebte den Holocaust. |
|      | HIER LEBTE ROBERT KAUFMANN GEB. 1913 DEPORTIERT 1941 NACH THERESIENSTADT ERMORDET 1944 IN AUSCHWITZ                                | Lopatecká 161/17 Praha 4-Podolí | Robert Kaufmannwurde am 7. Juni 1913 geboren. Er war einer der drei Söhne von Hugo und Olga Kaufmann. Sein Familienstand war verheiratet. Sein letzter Wohnsitz vor der Deportation war in Prag XII, Lucemburská 16. Am 4. Dezember 1941 wurde er mit dem Transport J von Prag ins Ghetto Theresienstadt deportiert. Seine Transportnummer war 745 von 1.000. Am 19. Oktober 1943 wurde er mit dem Transport Es in das KZ Auschwitz-Birkenau deportiert. Seine Nummer auf diesem Transport war 1163 von 1.500. Er wurde vom NS-Regime ermordet. |
|      | HIER LEBTE OLGA KAUFMANNOVÁ GEB. 1886 DEPORTIERT NACH THERESIENSTADT ERMORDET 7.10.1942 IN AUSCHWITZ                               | Lopatecká 161/17 Praha 4-Podolí | Olga Kaufmannová geb. Ehrmann wurde am 14. Februar 1886 in Osek, Bezirk Písek geboren. Sie war die Tochter von Sigmund oder Zigmund Ehrmann (1854–1935) und Julia geb. Kafka, auch Julie oder Julia (1854–1939). Sie hatte zwei Brüder und drei Schwestern: Martha (später Weiskopf, 1884–1942), Fanny (später Klein, 1888–1943), Rudolf (1891–1983), Jindra (1895–1975) und Ida (später Bergman, Geburts- und Sterbedatum nicht bekannt). Sie heiratete Hugo Kaufmann. Das Paar hatte mindestens drei Söhne, Bedřich (geb. 1911), Robert (geb. 1913) und Hanuš (geb. 1917). Es ist nicht bekannt, wann sie verhaftet wurde und wann sie im Konzentrationslager Auschwitz ankam. Sie wurde aber in den Todesregistern von Auschwitz erfasst. Sie wurde am 7. Oktober 1942 in Auschwitz vom NS-Regime ermordet. Ihr Mann und alle drei Söhne wurden im Laufe der Shoah ermordet. Ihre Schwester Martha, damals bereits Witwe, wurde in das Vernichtungslager Maly Trostinez deportiert und dort getötet. Wahrscheinlich wurde auch ihre Schwester Fanny vom Nazi-Regime getötet. Ihre Brüder konnten überleben. Jindra starb 1975 an einem unbekannten Ort, Rudolf 1983 in Kiryat Bialik, Haifa. |
|      | HIER LEBTE KAMILA LEKNEROVÁ GEB. GRAFOVÁ GEB. 1868 DEPORTIERT 1942 NACH THERESIENSTADT ERMORDET 13.5.1943 EBENDORT                 | Podolská 293/154 Praha 4-Podolí | Kamila Leknerová geb. Grafová wurde am 5. April 1868 geboren. Sie wurde am 20. Juni 1942 mit dem Transport AAe ins Konzentrationslager Theresienstadt deportiert. Ihre Transportnummer war 349 von 1.005. Dort wurde sie am 13. Mai 1943 vom NS-Regime ermordet. |

## Verlegedaten
Die Stolpersteine in Prag wurden von Gunter Demnig persönlich an folgenden Tagen verlegt: 8. Oktober 2008, 7. November 2009, 12. Juni 2010, 13. bis 15. Juli 2011 und 17. Juli 2013. Weitere Verlegungen erfolgten am 28. Oktober 2012, sind allerdings auf der Website nicht erwähnt.